# Tổng Abel
Tổng Abel mặc dù đã được phát biểu bởi tên nhà toán học Na Uy Niels Henrik Abel (1802-1829) nhưng các lý thuyết khả tổng được nghiên cứu bởi Euler và Gottfried Wilhelm Leibniz.

## Định nghĩa khả tổng Abel
Một chuỗi vô hạn các số phức
{\displaystyle \sigma =\sum _{k=0}^{\infty }a_{k}}
có thể tính được theo phương pháp Abel về một tổng số {\displaystyle S} nếu chuỗi
{\displaystyle \sum _{k=0}^{\infty }a_{k}x^{k}}
hội tụ với mọi x sao cho 0 < x < 1 và
{\displaystyle \lim _{x\to 1^{-}}\sum _{k=0}^{\infty }a_{k}x^{k}=S}
thì chuỗi {\displaystyle \sigma } gọi là khả tổng theo Abel.

## Định lý giới hạn Abel
Kết luận rằng với các điều kiện mà tổng Abel đòi hỏi như trên thì tổng {\displaystyle \sigma } hội tụ về S.
{\displaystyle \sum _{k=0}^{\infty }a_{k}=S}

## Lưu ý
Định lý này vẫn đúng cho trường hợp đặc biệt là chuỗi các số thực.